# آب‌های معدنی قفقاز

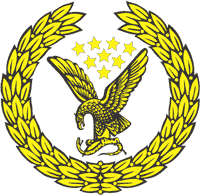
نشان منطقه

آب‌های معدنی قفقاز گروهی از استراحتگاه‌های آبگرم است که در منطقه قفقاز شمالی روسیه قرار دارد. این شامل شهرهای پیاتیگورسک، ژلزنوودسک، یسنتوکی و کیسلوودسک است. این شهرها به دلیل چشمه‌های معدنی طبیعی با خواص درمانی، از قرن نوزدهم مقصد محبوبی برای گردشگران و بیماران بوده‌اند. ترکیب‌های معدنی متنوع، از جمله سولفات‌ها، بی‌کربنات‌ها و نمک‌های طبیعی، در درمان بیماری‌های گوارشی، مفصلی و پوستی مؤثر شناخته شده‌اند. همچنین، معماری تاریخی و مناظر کوهستانی، جذابیت فرهنگی و طبیعی این منطقه را دوچندان کرده‌اند. این منطقه دارای بیش از ۱۳۰ است آسایشگاه‌ها و هتل‌ها، که بسیاری از آنها مجهز به جدیدترین تجهیزات پزشکی هستند و می‌توانند تا ۳۰٬۰۰۰ نفر را در خود جای دهند مردم به‌طور همزمان. تا سال ۲۰۲۲، این اسپاها بیش از ۷۳۰٬۰۰۰ نفر را پذیرش می‌کنند سالانه بازدیدکنندگان. علاوه بر تقریباً ۳۰۰ نفر این منطقه با چشمه‌های معدنی با خواص متنوع، به خاطر چشم‌انداز، آب و هوای معتدل و گل و لای دارویی دریاچه تامبوکان مشهور است.

## تاریخچه
چشمه‌های پیاتیگورسک برای اولین بار در قرن چهاردهم توسط ابن بطوطه، جهانگرد عرب، توصیف شدند. حداقل از قرن هفدهم، فولکلور قفقاز شمالی خواص درمانی را به آب محلی نسبت داده است. یک افسانه از شکارچی‌ای می‌گوید که در تعقیب گرگ، به درون چشمه افتاد و به طرز معجزه‌آسایی از روماتیسم درمان شد.
در اوایل قرن هجدهم، پتر کبیر، که از استراحتگاه‌های آبگرم در اسپا و کارلسباد لذت برده بود، مصمم شد تا نمونه‌های محلی مشابهی را توسعه دهد. در سال ۱۷۱۷، او فرمان "جستجوی آب‌های معدنی در روسیه" را منتشر کرد و جستجوی چشمه‌های معدنی دارویی را در داخل کشور آغاز کرد. در نتیجه این سفر اکتشافی، چندین منبع "آب ترش" در چچن امروزی شناسایی شد.
در ۲۴ آوریل ۱۸۰۳، الکساندر اول فرمانی با عنوان «در باب به رسمیت شناختن اهمیت ملی آب‌های معدنی قفقاز و لزوم توسعه آنها» امضا کرد. این تاریخ، آغاز به رسمیت شناخته شدن این منطقه به عنوان یک تفرجگاه روسی را رقم زد. پس از این، نویسندگان، هنرمندان و دولتمردان مشهور روسی از جمله میخائیل لرمونتوف، الکساندر پوشکین و نیکولای رائوسکی از این تفرجگاه بازدید کردند.
پتانسیل تفرجگاهی این منطقه در سال ۱۸۶۳ با تأسیس انجمن بالنولوژی روسیه در پیاتیگورسک به‌طور مناسب توسعه یافت. در همان سال، این انجمن یک آزمایشگاه شیمیایی برای تجزیه و تحلیل آب‌های معدنی تأسیس کرد. در طول قرن، پزشکان و محققان به تدریج خواص دارویی آب‌ها را شناسایی کرده و پروتکل‌های درمانی را تدوین کردند.
با صدور فرمان شماره ۲۳۱ لنین، «دربارهٔ استراحتگاه‌های درمانی با اهمیت ملی»، در سال ۱۹۱۹، دوران جدیدی برای این استراحتگاه‌ها آغاز شد با وجود هرج و مرج جنگ داخلی روسیه، این استراحتگاه به سرعت بهبود یافت و پذیرای بیش از ۵۰۰۰۰ نفر شد. بازدیدکنندگان در سال ۱۹۲۸. به جز دوره کوتاهی از اشغال در طول جنگ جهانی دوم، آب‌های معدنی قفقاز به عنوان بزرگ‌ترین مرکز بیمارستانی برای بهبودی جانبازان، چه در طول جنگ و چه پس از آن، عمل کرد. هزاران سرباز زخمی از سراسر اتحاد جماهیر شوروی به این منطقه منتقل می‌شدند تا در محیطی آرام و با بهره‌گیری از خواص درمانی چشمه‌ها، سلامت خود را بازیابند. این نقش حیاتی، جایگاه ویژه‌ای به این منطقه در حافظه تاریخی مردم بخشید.
پس از جنگ جهانی دوم، این تفرجگاه به سرعت گسترش یافت و آسایشگاه‌های جدید زیادی ساخته شد.